# Nordwest-Gbaya
Das Nordwest-Gbaya ist eine ubangische Sprache aus der Sprachgruppe der Gbaya-Sprachen, welche in der Zentralafrikanischen Republik sowie im Kamerun gesprochen wird.
Das Nordwest-Gbaya wird von der Volksgruppe der Gbaya gesprochen. Die Sprecher sind auch in der Republik Kongo und ferner auch in Nigeria präsent.